# Sherwoodita
La sherwoodita és un mineral de la òxids. Rep el nom per Alexander M. Sherwood (n. 1888), químic analític del Servei Geològic dels Estats Units (USGS).

## Característiques
La sherwoodita és un mineral de fórmula química Ca₄.₅(AlV⁴⁺V⁵⁺₁₂O₃₉)·28H₂O. Cristal·litza en el sistema tetragonal. La seva duresa a l'escala de Mohs és 2.
Segons la classificació de Nickel-Strunz, la sherwoodita pertany a «04.HC: [6]-Sorovanadats» juntament amb els següents minerals: pascoïta, lasalita, magnesiopascoïta i hummerita.

## Formació i jaciments
Va ser descoberta a la mina Peanut, situada al Bull Canyon, dins el districte miner d'Uravan del comtat Montrose (Colorado, Estats Units). També ha estat descrita en altres indrets dels Estats Units, així com a l'Equador, el Perú i la República Txeca.